# A Distant Trumpet
A Distant Trumpet is een Amerikaanse western uit 1964 onder regie van Raoul Walsh. Het scenario is gebaseerd op de gelijknamige roman uit 1951 van de Amerikaanse auteur Paul Horgan.

## Verhaal
Matthew Hazard is een jonge luitenant bij de cavalerie. Hij wordt gestationeerd in een afgelegen fort in Arizona. Daar ontmoet hij Kitty, de vrouw van luitenant Teddy Mainwarring. Hazard zal haar later redden van een indianenstam.

## Rolverdeling
| Acteur              | Personage              |
| ------------------- | ---------------------- |
| Troy Donahue        | Matthew Hazard         |
| Suzanne Pleshette   | Kitty Mainwarring      |
| Diane McBain        | Laura Frelief          |
| James Gregory       | Alexander Upton Quaint |
| William Reynolds    | Teddy Mainwarring      |
| Claude Akins        | Seely Jones            |
| Kent Smith          | Minister van Oorlog    |
| Judson Pratt        | Cedric Gray            |
| Bartlett Robinson   | Hiram Prescott         |
| Bobby Bare          | Soldaat Cranshaw       |
| Larry Ward          | Sergeant Kroger        |
| Richard X. Slattery | Sergeant Fry           |
| Mary Patton         | Jessica Prescott       |
| Russell Johnson     | Kapitein Brinker       |
| Lane Bradford       | Majoor Miller          |